# Muuraissaari (ö i Södra Savolax, Nyslott, lat 62,23, long 28,70)
Muuraissaari är en ö i Finland. Den ligger i sjön Enonvesi och i kommunen Nyslott i  landskapet Södra Savolax, i den sydöstra delen av landet, 300 km nordost om huvudstaden Helsingfors. Öns area är 13,1 hektar och dess största längd är 0,7 kilometer i sydöst-nordvästlig riktning.